# Murray Wallace (football)
Murry Wallace est un footballeur écossais né le 10 janvier 1993 à Glasgow. Il évolue au poste de défenseur.

## Biographie
Le 31 janvier 2012, il rejoint le club d'Huddersfield Town.
Le 2 janvier 2016, il rejoint  Scunthorpe United.
Le 20 juin 2018, il rejoint Millwall.